# ورخنیه ایشکارتی
ورخنیه ایشکارتی (به لاتین: Verkhneye Ishkarty) یک منطقهٔ مسکونی در روسیه است که در داغستان واقع شده‌است.